# Фонетика немецкого языка
Фонетика и фонология немецкого языка  изучают звуковой строй и немецкое произношение. Немецкий язык является плюрицентрическим языком, поскольку фонетические стандарты для различных диалектов также различны. Это объясняет то, что в тех или иных диалектных зонах произношение существенно отличается от эталонного немецкого произношения, установленного для литературного языка. Произношение, которое характерно для теле- и радиовещания Германии, Австрии и Швейцарии, ближе к стандартному, чем разговорная речь, однако и здесь наблюдается отчётливое влияние фонетик национальных вариантов и диалектов.

## История становления фонетической и фонологической систем

### Первое передвижение согласных
Один из ранних этапов, который привёл к выделению фонетических особенностей в прагерманском языке, иначе называют первым передвижением согласных. В результате этого процесса ряд согласных праиндоевропейского языка перешёл в более близкие к германским, выделив последние как характеристику совершено иной языковой ветви. Так, глухие взрывные p, t, k, kʷ перешли во фрикативы f, þ, h, hw. В свою очередь звонкие b, d, g, gʷ перешли в глухие p, t, k, kʷ. Наконец, аспираты bʰ, dʰ, gʰ, gʷʰ стали произноситься как звонкие b, d, g, gw. Эти изменения стали причиной формирования морфологических особенностей прагерманского языка.

### Второе передвижение согласных
Следующий этап формирования фонетики стал определяющим для выделения древневерхненемецкого языка, который является предком современного литературного немецкого языка. Следовательно, его фонетика стала фундаментом для современной немецкой фонетики. Движущей силой новой метаморфозы стало второе передвижение согласных. При этом следует учитывать, что данный процесс повлиял не на все языки германцев, а лишь на ту их часть, которая сегодня располагается в зоне верхненемецких диалектов, включая южные части франкского диалекта. В нижненемецком языке влияние второго передвижения отсутствует.
Изменения, которые произошли в результате этого процесса, задели смычные p, t, k, которые в зависимости от положения в слове образовывали спиранты f', s, h или аффрикаты pf, ts, kh. Ещё одна группа гласных, подвергшихся изменениям, включает германские фрикативы ƀ/b, đ/d, ǥ/g, þ, которые стали взрывными p, t, k, d в древневерхненемецком.

### Изменения в фонетическом строе нововерхненемецкого языка
Ещё в XVIII веке за образцовое произношение был взят саксонский вариант. В XIX веке акцент ставился на северогерманском произношении, причиной чему было возвышение Пруссии. На основе этого произношения в 1898 году Теодором Зибсом было разработано так называемое «Немецкое сценическое произношение» (Deutschen Bühnenaussprache), отражающее орфоэпические нормы, использующиеся (с незначительными поправками) и сегодня. Как авторитетный источник орфоэпических норм также используется «Орфоэпический словарь Дудена» (Duden-Aussprachewörterbuch).
Несмотря на существование относительно единых правил фонетики, фонологической системы и орфоэпических правил, в немецкоязычных странах продолжают пренебрегать «идеалами произношения», используя местные более привычные правила, что характерно для плюрицентрических языков. Немецкое произношение в Германии по-прежнему считается общим, что связывается с бо́льшим числом носителей языка, использующих именно это произношение, и бо́льшим влиянием немецкого телевидения и радиовещания. Однако и в самой Германии в зависимости от земли произношение разнится, что усложняет задачу определения эталонных правил. Ниже кратко представлена характеристика фонетики и фонологии по общим правилам Германии.

## Звуковая система
В звуковом строе немецкого языка следует выделять две основные подсистемы — гласные и согласные звуки. Первые разделяют на монофтонги и дифтонги, то есть единичные и удвоенные гласные звуки. Вторые делят на собственно согласные и аффрикаты, которые являются сочетанием двух согласных звуков.

### Гласные звуки
Немецкая фонетика имеет достаточно сложную систему гласных звуков, состоящую из 16 фонем. Все они передаются соответствующими буквами — a, e, i, o, u, ä, ö и ü. В заимствованиях и именах собственных также используются буква y и реже é. В зависимости от долготы гласного выделяют пары: /aː/ и /a/, /eː/ и /ɛ/, /iː/ и /ɪ/, /oː/ и /ɔ/, /uː/ и /ʊ/, /ɛː/ и /ɛ/, /øː/ и /œ/, а также /yː/ и /ʏ/.
| Фонема | Характеристика                                                                                                 | Звук      |
| ------ | --- | --------- |
| /a/    | краткий, неогубленный гласный переднего ряда нижнего подъёма или заднего ряда нижнего подъёма как в слове Kamm | [a]       |
| /aː/   | (долгий,) неогубленный гласный переднего или заднего ряда нижнего подъёма как в слове kam                      | [a(ː)]    |
| /ɛ/    | краткий, неогубленный гласный переднего ряда средне-нижнего подъёма как в слове Stelle                         | [ɛ]       |
| /ə/    | краткий, неогубленный гласный переднего ряда средне-нижнего подъёма или шва как в слове bitte                  | [ɛ]/[ə]   |
| /ɛː/   | долгий, неогубленный гласный переднего ряда средне-нижнего или средне-верхнего подъёма как в слове Käse        | [ɛː]/[eː] |
| /eː/   | (долгий,) неогубленный гласный переднего ряда средне-верхнего подъёма как в словах stehlen                     | [e(ː)]    |
| /ɪ/    | краткий, ненапряжённый неогубленный гласный переднего ряда верхнего подъёма как в слове Mitte                  | [ɪ]       |
| /iː/   | (долгий,) неогубленный гласный переднего ряда верхнего подъёма как в слове Miete                               | [i(ː)]    |
| /ɔ/    | краткий, огубленный гласный заднего ряда средне-нижнего подъёма как в слове offen                              | [ɔ]       |
| /oː/   | (долгий,) огубленный гласный заднего ряда средне-верхнего подъёма как в словах Ofen или Roman                  | [o(ː)]    |
| /œ/    | краткий, огубленный гласный переднего ряда средне-нижнего подъёма как в слове Hölle                            | [œ]       |
| /øː/   | (долгий,) огубленный гласный переднего ряда средне-верхнего подъёма как в словах Höhle или Ödem                | [ø(ː)]    |
| /ʊ/    | краткий, ненапряжённый огубленный гласный заднего ряда верхнего подъёма как в слове Mutter                     | [ʊ]       |
| /uː/   | (долгий,) огубленный гласный заднего ряда верхнего подъёма как в словах Mut или Kuh                            | [u(ː)]    |
| /ʏ/    | краткий, ненапряжённый огубленный гласный переднего ряда верхнего подъёма как в слове müssen                   | [ʏ]       |
| /yː/   | (долгий,) огубленный гласный переднего ряда верхнего подъёма как в словах müßig или Physik                     | [y(ː)]    |

| Знаки транскрипции | Характеристика | Варианты отображения на письме |
| ------------------ | --- | ------------------------------ |
| aʊ̯                 | Дифтонг, начинающийся с произнесения [a] (как в слове Schwamm) и переходящий в немецкое [ʊ] с закруглением губ: как в слове Haus                                 | au                             |
| aɪ̯                 | Аналогично, дифтонг, начинающийся с произнесения [a] и переходящий в немецкое [ɪ]: как в слове Heim                                                              | ei, ai, ey, ay                 |
| ɔʏ̯                 | Дифтонг, начинающийся с [ɔ] (как в слове Gott) и переходящий в [ʏ], причем округление губ прекращается в конце ([ʏ] становится похожей на [ɪ]): как в слове Eule | eu, äu, oi                     |

### Согласные звуки
В немецком языке насчитывается 25 фонем, отражающих согласные звуки. Фонемы разбиваются по парам, сходным по месту и способу образования, однако различным по признаку звонкости. Это пары /p-b, t-d, k-ɡ, s-z, ʃ-ʒ/, а также в некоторых случаях /tʃ ͡-dʒ ͡, f-v/. Глухие взрывные согласные /p, t, k/ в большинстве вариантов имеют различную аспирацию в зависимости от положения в слове: в начале слова она сильнее всего (например, Taler [ˈtʰaːlɐ]), в середине при отсутствии ударения слабее (Vater [ˈfaːtʰɐ]) и самая слабая в конце (Saat [zaːt(ʰ)]). В сочетаниях /ʃt, ʃp/ аспирация отсутствует (Stein [ʃtaɪ̯n], Spur [ʃpuːɐ̯]). Звонкие /b, d, ɡ, z, ʒ/ в южнонемецких диалектах оглушаются, при этом на транскрипции к ним применяют дополнительные значки [b̥, d̥, ɡ̊, z̥, ʒ̊].
| Звук  | Характеристика | Пример                                                                                            |
| ----- | --- | ------------------------------------------------------------------------------------------------- |
| ʔ     | Глухой гортанный взрывной согласный звук, характерная черта немецкого произношения; в качестве самостоятельного звука в немецкой фонетике рассматривается редко. | beachten /bəˈʔaxtən/                                                                              |
| b     | Звонкий губно-губной взрывной; в южных диалектах оглушается ([b̥]). | Biene /ˈbiːnə, b̥iːnə/, aber /ˈaːbər, ˈaːb̥ər/                                                      |
| ç     | Глухой палатальный спирант, является аллофоном звука [x]. Встречается после гласных переднего ряда или после согласных, в уменьшительно-ласкательном суффиксе -chen [çən]. | Ich /ɪç/, Furcht /fʊrçt/, Frauchen /fra͡ʊçən/                                                      |
| d     | Звонкий альвеолярный взрывной, в южных вариантах оглушается ([d̥]). | dann /dan, d̥an/, Laden /ˈlaːdən, laːd̥ən/                                                          |
| d͡ʒ    | Звонкая постальвеолярная аффриката, встречается только в словах иностранного происхождения, а в южных вариантах сливается с [t͡ʃ]. | Dschungel /ˈd͡ʒʊŋəl/                                                                               |
| f     | Глухой губно-зубной спирант | Vogel /ˈfoːɡəl/, Hafen /ˈhaːfən/                                                                  |
| ɡ     | Звонкий велярный взрывной, в южных вариантах проихносится глухо ([ɡ̊]) | Ganɡ /ˈɡaŋ, ɡ̊aŋ/, Lager /ˈlaːɡər, laːɡ̊ər/                                                         |
| h     | Глухой глоттальный щелевой согласный | Haus /ha͡ʊs/, Uhu /ˈuːhu/                                                                          |
| j     | Палатальный аппроксимант | jung /jʊŋ/, Boje /ˈboːjə/                                                                         |
| k     | Глухой велярный взрывной | Katze /ˈkat͡sə/, Strecke /ʃtrɛkə/                                                                  |
| l     | Альвеолярный латеральный аппроксимант | Lamm /lam/, alle /ˈalə/                                                                           |
| m     | Губно-губной носовой согласный | Maus /maʊ̯s/, Dame /daːmə/                                                                         |
| n     | Переднеязычный носовой согласный | Nord /nɔrt/, Kanne /ˈkanə/                                                                        |
| ŋ     | Велярный носовой согласный | Lang /laŋ/, singen /ˈzɪŋən/                                                                       |
| p     | Глухой губно-губной взрывной | Pate /ˈpaːtə/, Mappe /ˈmapə/                                                                      |
| p͡f    | Глухая губно-зубная аффриката | Pfaffe /ˈp͡fafə/, Apfel /ˈap͡fəl/                                                                   |
| r ʀ ʁ | Альвеолярный дрожащий согласный ([r]), увулярный дрожащий согласный ([ʀ]) и звонкий увулярный спирант ([ʁ]); все три звука являются аллофонами. Их разделение локально, причём [r] встречается чаще в южных вариантах. В конечном слоге /r/ вокализируется [ɐ̯], особенно после долгих гласных не под ударением, переходя в [ɐ]. | rot [roːt, ʀoːt, ʁoːt], starre [ˈʃtarə, ˈʃtaʀə, ˈʃtaʁe], вокализация: sehr [zeːɐ̯], besser [ˈbɛsɐ] |
| s     | Глухой альвеолярный спирант | Straße /ˈʃtraːsə/, Last /last/, Fässer /ˈfɛsər/                                                   |
| ʃ     | Глухой постальвеолярный спирант | Schule /ˈʃuːlə/, Stier /ʃtiːr/, Spur /ʃpuːr/                                                      |
| t     | Глухой альвеолярный взрывной | Tag /taːk/, Vetter /ˈfɛtər/                                                                       |
| t͡s    | Глухая альвеолярная аффриката | Zaun /t͡sa͡ʊn/, Katze /ˈkat͡sə/                                                                      |
| t͡ʃ    | Глухая постальвеолярная аффриката | Deutsch /dɔ͡ʏt͡ʃ/, Kutsche /ˈkʊt͡ʃə/                                                                 |
| v     | Звонкий губно-зубной спирант, иногда описывается как губно-зубной аппроксимант ([ʋ]). | Winter /ˈvɪntər/, Löwe /ˈløːvə/                                                                   |
| x     | Глухой велярный спирант, аллофон к [ç], а также к /ɡ/ в северных вариантах | Lachen /ˈlaxən, ˈlaχən/, в северных вариантах: sag /zaːx, zaːχ/                                   |
| z     | Звонкий альвеолярный спирант, оглушается в северных вариантах ([z̥]) | sechs /zɛks, z̥ɛks/, Wiese /ˈviːzə, ˈviːz̥ə/                                                        |
| ʒ     | Звонкий постальвеолярный спирант, встречается в заимствованиях. В южных вариантах оглушается ([ʒ̊]). | Genie /ʒeˈniː, ʒ̊enˈiː/, Plantage /planˈtaːʒə, planˈtaːʒ̊ə/                                         |